# Jan Kappeyne van de Coppello
Jan Kappeyne van de Copello (født 2. oktober 1822 i Haag, død 28. juli 1895 sammesteds) var en nederlandsk politiker.
Kappeyne van de Coppello studerede i Leyden og blev derefter sagfører i sin fødeby. Han skrev talrige retsvidenskabelige afhandlinger (Abhandlungen zum römischen Staats- und Privatrecht, Stuttgart 1885 i oversættelse av Max Conrat) og valgtes 1862 til andet kammer, hvor han hørte til det liberale partis dygtigste mænd. Oktober 1877 blev han første- og indenrigsminister og gennemførte næste år en ny folkeskolelov, men afgik juli 1879, da kongen ikke ville gå ind på at ændre forfatningen og udvide valgretten. Siden 1888 var han medlem af første kammer.